# Focke-Wulf Ta 154
Focke-Wulf Ta 154 Moskito – dwumiejscowy, dwusilnikowy myśliwiec zaprojektowany przez Kurta Tanka. Projekt został określany kryptonimem Wespe, jednak powszechnie przyjęła się jego nieoficjalna nazwa Moskito, gdyż miał nawiązać wyrównaną walkę ze swoim brytyjski odpowiednikiem. Z racji niewielkiej produkcji, niedopracowania konstrukcji i braku sukcesów bojowych został uznany za konstrukcję nieudaną.

## Powstanie
Użycie bojowe przez Brytyjczyków samolotu De Havilland Mosquito o wyśmienitych osiągach, wykonanego z drewna i lekkiego, zaskoczyło Niemców i przyczyniło się u nich do powstania „Mosquitofobii”. Konstruktor lotniczy Kurt Tank zaproponował wykorzystać koncepcje zastosowane w brytyjskim samolocie. Konstrukcja miała być drewniana, kryta sklejką, oszczędzając deficytowe duraluminium, produkowana jak poprzednik – Fw 190 – w rozproszonej sieci zakładów, niemających dotychczas doświadczenia w branży lotniczej. Do wytwarzania drewnianych elementów samolotu można było wykorzystać zakłady produkujące meble, co zrobili Brytyjczycy. Tank postanowił skorzystać z propozycji oberstleutnanta Viktora von Lossberg, aby do budowy dwusilnikowych myśliwców starać się zastosować relatywnie łatwo dostępne silniki Jumo 211 używane w bombowcach Ju 88 oraz He 111. W październiku 1942 roku powstał projekt szybkiego bombowca Ta 211 oraz jego wariant – nocny myśliwiec. Pod koniec 1942 roku Erhard Milch zasugerował rezygnację z wersji bombowej i skoncentrowanie się tylko na tworzeniu nocnego myśliwca wyposażonego w radar i silniki Jumo 211 oraz nowo konstruowane dla myśliwców Jumo 213. RLM (Ministerstwo Lotnictwa Rzeszy) przydzieliło dla tej propozycji pulę trzech oznaczeń tj. Ta 152, 153 lub 154. Ostatecznie Kurt Tank wybrał nazwę Ta 154 „Osa” (niem.: Wespe). Konstruowanie Ta 154 zostało zlecone biuru konstrukcyjnemu w Bad Eilsen, a nadzór nad projektem otrzymał Ernst Nipp. Zespół konstrukcyjny niego stanowili: Ludwig Mittelhuber, Gotthold Matthias oraz Herbert Wolf. Termin zakończenia prac projektowych wyznaczono na 15 lipca 1943 roku.

## Prototypy
Materiał był nietypowy – drewno, czas przeznaczony na zakończenie projektu krótki – ok. 10 miesięcy,  zakłady w Detmold przystąpiły do wykonania makiety płatowca w skali 1:1. Wolniej powstawał równolegle pierwszy prototyp oznaczony jako Ta 154 V1 (nr rej TE+FE, nr płatowca W.Nr 1540000001/100001). Dwa tygodnie przed wyznaczonym terminem przekazano gotową maszynę do prób w ośrodku doświadczalnym Focke Wulfa w Langenhagen. 1 lipca 1943 roku główny oblatywacz Hans Sander dokonał pierwszego lotu na tym prototypie. Do marca 1944 roku wykonano na Ta 154 V1 181 lotów doświadczalnych. Początkowe bardzo entuzjastyczne oceny zostały przyćmione ujawnionymi wadami, tj.: przedostawaniem się spalin do kabiny pilotów, problemami z chłodnicami silników oraz instalacją hydrauliczną, w locie występowały wibracje kadłuba, bardzo czasochłonne były operacje wymiany silnika i opon, piloci krytykowali słabą widoczność na boki i do tyłu. W tym czasie prototyp posłużył do wypróbowania nowszej odmiany silników Jumo 211N (pierwotnie zastosowano Jumo 211F), wymieniono metalowe śmigła VS11 na drewniane VS9, testowano również różne warianty uzbrojenia. W trakcie tych zmian prototyp został oznaczony jako Ta 154 V1a. Kolejna próbna maszyna Ta 154 V2 (nr rej TE+FF, nr płatowca W.Nr 1540000002/100002) testowała radar Lichtenstein FuG 212, nowe kolektory spalin, służyła do naziemnych prób wytrzymałościowych i badań w tunelach aerodynamicznych. Ta 154 V3 (nr rej TE+FG, nr płatowca W.Nr 1540000003/100003) maszyna uzbrojona i wyposażona w radar, po oblataniu 25 listopada 1943 roku, została przekazana w grudniu tego samego roku do testów w Eprobungs-Stelle (ośrodek doświadczalny) Rechlin, w których wyszły na jaw jeszcze inne drobne mankamenty tej maszyny. Wszystkie te trzy prototypy uległy zniszczeniu podczas amerykańskiego nalotu w dniu 5 sierpnia 1944 roku na Langenhagen. Kolejne prototypy powstawały od stycznia do lipca 1944 roku i nosiły oznaczenia od V4 do V23. M.in.:
- V4 (nr rej TE+FH, nr płatowca W.Nr 1540000004/100004) służył do testów uzbrojenia stosowanego potem w egzemplarzach seryjnych,
- V5 (nr rej TE+FI, nr płatowca W.Nr 1540000005/100005) testował stację radiolokacyjną FuG 212,
- V6 (nr rej TE+FJ, nr płatowca W.Nr 1540000006/100006) jak V5 tyle, że zastosowano elektryczny trymer steru kierunku,
- V7 (nr rej TE+FK, nr płatowca W.Nr 1540000007/100007) samolot bez radaru,
- V8 (nr rej TE+FL, nr płatowca W.Nr 1540000008/100008) z nowymi silnikami Jumo 213A i śmigłem VS111,
- V9 (nr rej TE+FM, nr płatowca W.Nr 1540000009/100009) zbudowany w Poznaniu, uległ zniszczeniu w pierwszym locie,
- V10 (nr rej TE+FN, nr płatowca W.Nr 1540000010/100010) z silnikami jak V8,
- V11, 12, 13 przeznaczone do statycznych prób zniszczeniowych,
- V14 prototyp wersji Ta 154 C – jednym z oblatywaczy był Adolf Galland,
- V15 prototyp jednomiejscowej wersji dziennej,
- V16-19 – brak informacji co do zastosowania,
- V20 prototyp Ta 154 C-1,
- V21 prototyp Ta 154 C-2, potem C-3,
- V22 (nr rej TQ+XA, nr płatowca W.Nr 1540000011/120001) służył do prób z silnikami Jumo 213A, pozbawiony uzbrojenia,
- V23 (nr rej TQ+XC, nr płatowca W.Nr 1540000013/120003) jak V22.

## Wersje
Egzemplarze V22 i V23 były jednocześnie egzemplarzami wersji przedprodukcyjnej Ta 154 A-0.

### Ta 154 A
- A-0 wersja przedprodukcyjna liczyła z powyższymi prototypami 24 samoloty. Wersję tę wyposażono w silniki Jumo 211N, z wyjątkiem trzech samolotów, wszystkie otrzymały stację radiolokacyjną FuG 212 (jeden FuG 220 SN2),
- A-1 dwumiejscowy dzienny myśliwiec uzbrojony w dwa działka MG 151/20 kal. 20 mm oraz dwa MK 108 kal. 30 mm. Zbudowano co najmniej 6 samolotów,
- A-2 jednomiejscowy myśliwiec dzienny z możliwością przenoszenia pod skrzydłami dodatkowych zbiorników odrzucanych mieszczących po 300 l paliwa. Prawdopodobna produkcja wyniosła 12 sztuk,
- A-3 wariant szkolny – planowano przerobić wcześnie wyprodukowane egzemplarze wersji A-1,
- A-4 dwumiejscowa wersja nocnego myśliwca powstała przez przebudowę samolotów wersji A-1, możliwa też ograniczona produkcja. Samoloty te miały odgięte końcówki skrzydeł i nowe osłony silników, planowano montaż działek w układzie Schräge Musik oraz zastosowanie dużej liczby urządzeń elektronicznych.

### Ta 154 B
Samoloty tej wersji miały posiadać przebudowane kabiny zapewniające lepszą widoczność oraz metalową przednią część kadłuba. Planowano powstanie wariantów:
- B-1 myśliwiec nocny dwumiejscowy.
- B-2 myśliwiec dzienny jednomiejscowy.

### Ta 154 C
Pierwotnie miał nosić oznaczenie Ta 154 Ra-2. Wersja ta miała mieć metalowy przód oraz podniesione wyżej fotele załogi w celu polepszenia widoczności. Z uwagi na zastosowanie cięższych silników Jumo 213 planowano przedłużyć tylną część kadłuba o 762 mm.
- C-1 dwumiejscowy nocny myśliwiec z silnikami Jumo 213A-1, śmigłami VS 111 lub VS 11, uzbrojenie takie jak w A-4 z działkami Schräge Musik oraz radiolokatorem FuG 220 Hirschgeweih. Nic nie wiadomo na temat jego produkcji,
- C-2 projektowana wersja myśliwca jednomiejscowego dziennego z przeprojektowaną kabiną zapewniającą dobrą widoczność,
- C-3 jw., dwumiejscowa odmiana C-2,
- C-4 planowana wersja myśliwsko – bombowa.

### Ta 154 D
Projektowana wersja wysokościowa z silnikami Jumo 213E ze śmigłami VS 19. Planowano powstanie następujących projektów:
- D-1 dwumiejscowego nocnego myśliwca,
- D-2 jednomiejscowego dziennego myśliwca niszczyciela.

### Ta 254
Powstała przez przekształcenie planowanej wersji D w studia wstępne Ta 254 Ra-1 oraz Ta 254 Ra-2. Miały to być jedno-, dwu- i trzymiejscowymi myśliwcami napędzanymi silnikami Daimler Benz DB 603L i Jumo 213E.

### Podwersje
- A-0/U1 zastosowano w niej śmigła VS9 zamiast VS11,
- A-0/U2 Pulkzerstörer jednoosobowy lotniczy odpowiednik żywej torpedy z możliwością katapultowania pilota przed staranowaniem wrogiej formacji bombowców. Samolot miał być wypełniony 2000 kg materiału wybuchowego.
- A-0/U3 Beethoven zestaw Mistel z Fw 190 A-8, miał służyć do zwalczania amerykańskich bombowców strategicznych,
- A-2/U4 przebudowana A-2 na myśliwiec dwumiejscowy nocny z ograniczonym uzbrojeniem do dwóch działek 20 mm oraz z zabudowaną stacją radiolokacyjną FuG 220. Zamieniono w niej silniki na Jumo 213A-1 oraz przebudowano końcówki skrzydeł. Wrak z oznaczeniami I/NJG 3 został odnaleziony przez Brytyjczyków 6 maja 1945 r.

## Dane techniczne
| Wersja                     | Ta 154 V-1 pierwszy prototyp | Ta 154 A-4 wersja używana bojowo    | Ta 254 A-1 wersja projektowana |
| -------------------------- | ---------------------------- | ----------------------------------- | ------------------------------ |
| Masa własna (kg)           | 6065                         | 6320                                | b.d.                           |
| Masa maks. startowa (kg)   | 7750                         | 8250                                | b.d.                           |
| Rozpiętość skrzydeł (m)    | 16                           | 16,4                                | 17,8                           |
| Długość (m)                | 12,2                         | 12,45                               | 13,7                           |
| Wysokość (m)               | 3,6                          | 3,4                                 | 3,67                           |
| Powierzchnia nośna (m²)    | 32,4                         | 32,6                                | 42                             |
| Napęd                      | Jumo 211F                    | Jumo 211N                           | Jumo 213E                      |
| Moc kW KM                  | 985 1340                     | 1100 1500                           | 1470 2000                      |
| Uzbrojenie                 | brak                         | działka 2 × 30 mm działka 2 × 20 mm | b.d.                           |
| Prędkość maksymalna (km/h) | 618                          | 635                                 | 678                            |
| Pułap (m)                  | b.d.                         | 10 000                              | 11 500                         |
| Zasięg (km)                | 1510                         | 1365                                | 1400                           |
| Czas lotu (h)              | 2,75                         | 2,75                                | 3,00                           |

## Produkcja
Pierwsze egzemplarze (prototypy) wyprodukowane zostały w Langenhagen. Produkcja seryjna ruszyła w fabrykach w Poznaniu (Posen–Messegelände (dziś teren Międzynarodowych Targów Poznańskich) oraz Posen–Kreising (dzis Krzesiny) i w Erfurcie. Planowano wytwarzać te samoloty również w okolicach Wrocławia, jednakże nigdy do tego nie doszło. Miały być budowane w liczbie 250 sztuk miesięcznie. Na wyprodukowanie kadłuba potrzeba było 400 roboczogodzin, skrzydeł 200. Ciągłe bombardowania, brak odpowiedniej jakości komponentów, w tym dobrej jakości kleju do drewna przyczyniły się do tego, że Luftwaffe przejęła tylko niewielką ich liczbę.

## Zastosowanie bojowe
Pierwsze egzemplarze do jednostek bojowych trafiły pod koniec 1944 r. Znalazły się one w NJGr 10 oraz I./NJG 3 stacjonujących w Stade. Pierwszy lot bojowy wykonał 19 listopada 1944 roku Fw. Gottfried Schneider. Na początku 1945 roku Ta 154 zostały sfotografowane na tym lotnisku przez brytyjski samolot rozpoznawczy i tym samym alianci dowiedzieli się o ich istnieniu. Mimo wykonania przez Moskito wielu lotów bojowych nie zanotowano uzyskania przez nie sukcesów. Prawdopodobnie na uzbrojeniu powyższych jednostek były maszyny wersji A-2/U4 oraz A-4. Również prawdopodobnie część stanu III.(Erg)/JG 2 w Lechfeld stanowiły samoloty wersji A-1 oraz A-2.

## Budowa i charakterystyka na przykładzie wersji A-4
Dwumiejscowy dwusilnikowy nocny myśliwiec o konstrukcji mieszanej.

### Budowa płatowca
Do jego budowy użyto 57% drewna, 30% stali oraz 13% duraluminium. Poszycie większości powierzchni skrzydeł i kadłuba stanowiła sklejka. Pozostała część płatowca (w tym krawędzie natarcia skrzydeł) kryta blachą. Ze względów technologicznych zastosowano układ górnopłatu. Z przodu kadłuba kabina dwuosobowa w układzie tandem, owiewka nie wystawała poza obręb kadłuba. Załogę stanowili pilot oraz operator radaru. Za kabiną znajdował się zbiornik paliwa o pojemności 1460 litrów oraz wyposażenie elektroniczne. Usterzenie pojedyncze klasyczne podobne w zarysie do stosowanego w Fw 190 oraz Ta 152. Skrzydło zmechanizowane z lotkami i klapami, o prostej krawędzi natarcia, obrysie trapezowym oraz niewielkim wzniosie, zakończone uniesionymi końcówkami. Podwozie trójpodporowe z kołem przednim chowane w locie (koło przednie w kadłub pod kabiną pilota, koła główne w gondole silników).

### Napęd

Silnik Junkers Jumo 211 eksponowany w MLP w Krakowie

Silniki Jumo 211N o mocy startowej 1100 kW (1500 KM) podwieszone w gondolach pod skrzydłami. Zastosowano śmigło drewniane trójłopatowe VS9. Prawdopodobnie istniały również maszyny z silnikami Jumo 213A.

### Wyposażenie elektroniczne
- radiolokator FuG 220 lub 218,
- wyposażenie radiowe FuG 16ZY, FuG 10P,APZ A-6, K12, FuG 25a, FuG12F, FuG 101,
- z przodu kadłuba zamontowano standardowe anteny prętowe.

### Uzbrojenie
W całości umieszczone symetrycznie po bokach przodu kadłuba w układzie działko o mniejszym kalibrze nad MK 108.
- 2 działka 20 mm MG 151/20 z zapasem amunicji 200 nabojów na lufę,
- 2 działka 30 mm MK 108 z zapasem amunicji 110 nabojów na lufę.

## Malowanie

Balkenkreuz malowany na skrzydłach oraz kadłubie samolotów niemieckich

- prototypy – dół i boki pomalowane kolorem RLM 76 Hellgrau (jasnoszary FS 595B- 36473), górne powierzchnie samolotu i większa część usterzenia pionowego pomalowane w nieregularne plamy w kolorach RLM 74 Grau (szary FS 595B-36086) oraz RLM 75 Violet-Grau (fioletowo-szary FS 595B-36122),
- A-0 jw. na bokach kadłuba i usterzenia pionowego nieregularne plamy RLM 74 i 75 na tle RLM 76,
- późniejsze wersje całość pokryta kolorem RLM 76 z plamami (cętki) w kolorze RLM 74 na górnych i bocznych powierzchniach płatowca (klasyczne malowanie dla nocnych myśliwców) – wraki samolotów bojowych znalezione po wojnie przez aliantów,
- istnieje również zdjęcie wersji Ta 154 A-4 z silnikami Jumo 213A pomalowanej w całości na kolor RLM 22 Schwarz (czarny FS 595B-37038)

Znaki przynależności państwowej w tym przypadku czarne krzyże w białym obramowaniu (lub samo tylko obramowanie) o prostych ramionach tzw. Balkenkreuz malowano po obu skrzydłach kadłuba oraz skrzydeł, na stateczniku umieszczano swastykę (Hakenkreuz). Oznaczenia przynależności do jednostki bojowej umieszczane było po obu stronach namalowanego na kadłubie krzyża w sposób charakterystyczny tak jak dla jednostek lotnictwa bombowego oraz nocnych myśliwców.

## Ocena
Samolot ten został uznany za konstrukcję nieudaną. Nie zapisała na swoim koncie żadnych sukcesów bojowych. Przyczyniła się do tego za mała moc silników, zła widoczność z kabiny oraz początkowe problemy z rozklejającą się od wody sklejką. Jednakże planowane i dopracowane późniejsze wersje z przekonstruowaną kabiną, mocniejszymi silnikami mogłyby dorównać brytyjskiemu Mosquito.